# Ключ (село, Свердловская область)
Ключ — село в Ачитском городском округе Свердловской области. Управляется Ключевским сельским советом.

## География
Село располагается в долине реки Кушуелга в 37 километрах на юго-восток от посёлка городского типа Ачит.

### Часовой пояс
Ключ, как и вся Свердловская область, находится в часовой зоне МСК+2. Смещение применяемого времени относительно UTC составляет +5:00.

## Население
| 2002 | 2010 | 2021 |
| ---- | ---- | ---- |
| 322  | ↘253 | ↘207 |

## Инфраструктура
Село разделено на три улицы: Ленина, Мира, Пролетарская.